# Escape from Tarkov
Escape from Tarkov je multiplayerová střílečka z pohledu první osoby vyvíjená studiem Battlestate Games pro Microsoft Windows. Uzavřený alfa test hry byl poprvé zpřístupněn vybraným uživatelům 4. srpna 2016, poté následoval vstup do uzavřené beta verze, která probíhá od 27. července 2017.
Hra se odehrává ve fiktivním Norvinském regionu, kde probíhá válka mezi dvěma soukromými vojenskými společnostmi (United Security „USEC“ a Battle Encounter Assault Regiment „BEAR“). Hráči se připojují k zápasům zvaných nájezdy, ve kterých bojují s ostatními hráči o kořist a snaží se přežít a následně uniknout; smrt má za následek ztrátu téměř všech předmětů, jež hráč během tohoto nájezdu použil a našel.

## Hratelnost
Hra Escape from Tarkov je jejími vývojáři označována jako realistická a hardcore střílečka z pohledu první osoby a hra o přežití, která si vypůjčuje prvky z masivně multiplayerových online her. Ve svém současném stavu obsahuje Escape from Tarkov několik režimů, jež mohou hráči hrát: online PMC raidy, Scav (zkratka pro „scavenger“, v překladu „mrchožrout“) nájezdy a dočasný offline režim. V těchto nájezdech se hráči mohou rozhodnout hrát samostatně nebo ve skupinách a rozmístit se na jedné z několika map, ze kterých si ve hře mohou vybrat. Jakmile jsou hráči ve hře, dostanou lokaci extrakčního bodu, ze kterého budou moci uniknout; většinou se tento bod nachází na druhé straně mapy. Hráči se musí probojovat skrze ostatní hráče a NPC ovládané počítačem, aby se dostali k extrakčnímu bodu a mohli z mapy uniknout. Kromě těchto standardních extrakčních bodů mají hráči také možnost použít „volitelné“ extrakční body poblíž středu mapy. Aby však mohli uniknout, musí hráči splnit různé požadavky na odchod, jako je například zaplacení rubly (hlavní měna ve hře), odchod bez batohu nebo se specifickými předměty vybavenými na jejich postavě. Kromě boje mohou hráči také na těchto mapách najít kořist, jako jsou střelné zbraně, vybavení a brnění. Po uniknutí mohou svůj úlovek uložit do své skrýše, aby jej mohli použít v budoucích nájezdech, nebo jej mohou prodat jiným hráčům na virtuálním bleším trhu.
Když hráči při nájezdu zemřou, ztratí vše, včetně kořisti a vybavení, které do nájezdu přinesli. Hráči si mohou své zbraně a vybavení pojistit, což jim zajistí, že se jim dané vybavení vrátí, pokud jej ostatní hráči nevezmou. V mrchožroutských nájezdech dostávají hráči namísto předmětů ze svého osobního úkrytu náhodnou sadu vybavení a vstupují do probíhajícího nájezdu na náhodném místě. Pokud hráč zemře jako mrchožrout, musí počkat určitý časový interval, než bude moci znovu vstoupit do mrchožroutského nájezdu. Každý nájezd trvá podle mapy od 15 do 45 minut a může se na něm nacházet až 14 hráčů.
Když hráč zrovna není v aktivním nájezdu, může prodávat nechtěnou kořist obchodníkům nebo jiným hráčům prostřednictvím blešího trhu a nakupovat nové vybavení. Tito obchodníci také zadávají hráči úkoly, které jim zvyšují jejich loajalitu a umožňují přístup k více předmětům a úkolům. Hráči mají upgradovatelný obývací prostor zvaný „Hideout“; jedná se o podzemní bombový kryt, který, jakmile je vylepšen, dává hráčům ve hře bonusy. Mezi tyto bonusy patří snížení časového intervalu na hraní za Scava, zvýšení získaných zkušeností a schopnost vyrábět předměty.

### Boj
Hratelnost hry Escape from Tarkov je srovnávána s vojenskými simulátory, jako je série her ArmA. Hráč si může sestavit zbraně a přizpůsobit si všechny základní části, například výběrem protiprachového krytu, rukojeti, pažby a puškohledu. Hráči také mohou svou postavu vybavit vojenským vybavením, a to včetně pancéřových vest, obrněných výstrojí a neprůstřelných přileb.
Ve hře má hráč plnou kontrolu nad rychlostí pohybu postavy a výškou přikrčení. Pokud si chce zkontrolovat, kolik munice mu zbývá ve zbrani, musí si ručně zkontrolovat zásobník - není k dispozici žádné počítadlo na obrazovce. Ve hře je zabudován zdravotní systém, kdy každá z končetin má svoje vlastní počítání poškození. Poranění vyžaduje specifické typy zdravotnického materiálu pro ošetření ran, například obvazy na krvácení. Hra modeluje realistickou balistiku, a to včetně funkcí, jako jsou odrazy a pronikání střel.
Vybírání předmětů z kontejnerů a těl nějakou dobu trvá, protože každá položka se při hledání odhaluje jednotlivě. Hráč musí také během nájezdu sledovat hladinu energie a hydratace.

## Synopse

### Zasazení
Escape from Tarkov se odehrává ve fiktivním městě Tarkov, hlavním městě Norvinské speciální ekonomické zóny v severozápadním Rusku mezi lety 2015 a 2026. Politické skandály a pády korporací vedly k sociálnímu zhroucení Tarkova a frakce, válčící mezi sebou, proměnily město ve skořápku samého sebe, přičemž části města byly pod kontrolou agresivních místních obyvatel zvaných „scavs“. Od prosince 2021 mohou hráči hrát v Tarkově na deseti hratelných lokacích: Ground Zero, Streets of Tarkov, Factory, Customs, Woods, Shoreline, Interchange, The Lab, Lighthouse a Reserve.

### Frakce
Ve hře si mohou hráči vybrat ze dvou frakcí PMC: United Security (USEC), západní společnost najatá korporací známou jako TerraGroup, aby kryla své nelegální aktivity, a BEAR, společnost vytvořená ruskou vládou, jež měla vyšetřovat tyto činnosti. Každá frakce má své vlastní herní výhody i jedinečnou kosmetiku. Například hráči frakce USEC se specializují na střelné zbraně vytvořené na západě nebo zeměmi NATO, zatímco hráči ve frakci BEAR se specializují na ruské střelné zbraně.
Primární nepřátelskou, hratelnou frakcí NPC jsou Scavové, což jsou agresivní místní obyvatelé Tarkova, kteří jsou nepřátelští vůči frakcím BEAR i USEC. Existují normální Scavové (Scavengers), kultisté (Cultists), Scav nájezdníci a Scav šéfové. Normální Scavové mají nízkoúrovňové vybavení a zbraně, jsou hlavním protivníkem s umělou inteligencí a hraje se za ně s časovým intervalem. Kultisté, Scav nájezdníci a šéfové mají lepší vybavení než normální Scavové, z nichž každý má jiné chování založené na umělé inteligenci a každý se objevuje na konkrétním místě v Tarkově. Rogues jsou skupinou bývalých operativců frakce USEC, kteří se rozhodli se spojit a získat tak kontrolu nad úpravnou vody v lokaci Lighthouse. Scav nájezdníci jsou skupinou bývalých členů frakcí USEC a BEAR, jež se objevují v lokacích Reserve a Labs ve chvíli, kdy jsou otevřeny extrakční body. Mohou mít vybavení vyšší úrovně a upravené zbraně. Kultisté se objevují v noci, a to v lokacích Night Factory, Ground Zero (+21), Customs, Woods a Shoreline; mohou mít lepší vybavení a zbraně a také mohou ve svých kapsách nosit klíče vyšší úrovně. V případě speciálních události tyto informace platit nemusí, protože během nich vývojáři z Battlestate Games upravují rozmístění těchto frakcí a jejich lokací.

## Vývoj
Vývoj hry Ecape from Tarkov začal v roce 2012. Vedoucí vývojář Battlestate Games Nikita Bujanov uvedl, že on a jeho zaměstnanci získali své zkušenosti díky práci ve společnosti Absolutsoft na jejich předchozím projektu Contract Wars. Hry Escape from Tarkov i Contract Wars jsou zasazeny do toho, co vývojáři označují jako Rusko v roce 2028. Někteří vývojáři mají také vojenské zkušenosti z reálného světa, přičemž jeden z nich je bývalý operátor Specnaz.
Vývojáři zaznamenali některé zvuky zbraní nahráváním skutečných zbraní v opuštěných skladech.
V průběhu bety hry vývojáři vydávali pravidelné herní aktualizace, včetně nových funkcí, map, postav a vybavení. Tyto aktualizace někdy přicházejí s resetováním postupu hráčů ve hře.
Hra čelila problémům s hackery a dříve také obchodováním se skutečnými penězi, kdy hráči prodávají herní měnu za reálné peníze, čímž porušují licenční smlouvu hry. V roce 2020 vývojáři zasáhli ve hře proti takovémuto nákupu měny a obchodováním s drahými předměty ostatními hráči a varovali hráče, aby se vyhnuli „neustálému rozdělování předmětů v nájezdech ostatním hráčům“. To způsobilo mezi hráči zmatek, protože byly vzneseny obavy ohledně hranic legitimního obchodování s položkami.

## Vydání
Studio Battlestate Games uvedlo, že by hra Escape from Tarkov byla vydána běžně za plnou cenu, a to bez jakýchkoli prvků free-to-play nebo mikrotransakcí (s výjimkou kosmetických doplňků které je ale možné získat i normálním hraním). Kromě dodatečného obsahu ke stažení existuje možnost vydání hry na službě Steam někdy po jejím oficiálním vydání. Verze hry s předčasným přístupem vyšla v pěti edicích (Standard, Left Behind, Prepare for Escape, Edge of Darkness a The Unheard edition), přičemž v každé další edici může hráč využít většího množství počátečního vybavení a skrýše než v té předchozí. Edice Edge of Darkness byla limitovaná a v lednu 2024 byl ukončen její prodej.
Hra Escape from Tarkov byl spuštěna v uzavřené alfě, která byla poprvé zpřístupněna vybraným uživatelům 4. srpna 2016. Studio Battlestate Games poté oznámilo, že hra přejde 28. prosince 2016 do své rozšířené fáze alfa, jež bude k dispozici vybraným uživatelům, kteří si hru předobjednali. V této fázi Battlestate spustil předobjednávky hry ve čtyřech úrovních, přičemž edice Edge of Darkness zaručovala hráčům přístup k alfa verzi. Všichni hráči, jež měli k alfě přístup, podléhali do 24. března 2017 smlouvě o zachování mlčenlivosti (NDA) a streamovat hru mohlo pouze několik vybraných hráčů, poté bylo NDA zrušen.
Hra vstoupila 28. července 2017 do uzavřené beta verze a byla zpřístupněna všem hráčům bez ohledu na edici, kterou si předobjednali. Na začátku roku 2020 narostla hra na službě Twitch na popularitě; v té době se konala propagační akce, která hráčům poskytla herní předměty za sledování streamů. Nárůst popularity vedl k problémům se servery a dlouhé době vyhledávání nájezdů. Hra dosáhla svého maximálního počtu souběžných hráčů v květnu 2020 po vydání hlavní aktualizace, kdy ji hrálo 200 000 hráčů.
Vývojáři také zveřejnili hranou minisérii s názvem Raid, která byla poprvé vydána 29. března 2019 na YouTube. První epizoda byla zhlédnuta více než 5 miliony uživatelů. Dohromady bylo vyrobeno 5 epizod minisérie, přičemž závěrečná byla zveřejněna 25. února 2021.

## Přijetí
V náhledu uzavřené beta verze z roku 2018 Heather Alexandrová uvedla, že hra byla „napjatá“ a „napínavá“, ale obsahovala řadu technických problémů. Steven Messner z PC Gamer popsal hru jako „odhlaující nové podoby potenciálu pro online střílečky“ a pozitivně komentoval způsob, jakým systémy hry vedou hráče k tomu, aby si vážili svého vybavení a vzpomínali na příběhy o tom, jak jej získali.